# دايفيد روبرت
دايفيد روبرت (بالفرنسية: David Robert)‏ (12 أبريل 1969 فرنسا - ) هو لاعب كرة قدم فرنسي يلعب كلاعب وسط.